# EPIC Racing
EPIC Racing (Euskadi, Phil, Imanol, Claudio) anteriormente Epsilon Euskadi fue una escudería radicada en las ciudades españolas de Vitoria y Azcoitia que se fundó como equipo de carreras español en el año 2002. El presidente fue Joan Villadelprat, el director comercial Jordi Caton y el director técnico Sergio Rinland.

## Competiciones

### Fórmula Renault 3.5
El equipo consiguió el título de constructores y el título de pilotos con Robert Kubica en la World Series by Renault de 2005, su primera participación en este campeonato, que fue donde perduraron más años.
En 2010, Albert Costa fue uno de los pilotos que corrió en el 3.5 y, pese a que se había perdido toda la pretemporada por una lesión, obtuvo muy buenos resultados como un podio en Mónaco o dos segundos puestos en Hungría y Silverstone. En 2011, la escudería terminó cuarta en el campeonato de escuderías, casi todos sus puntos los logró Albert Costa, quien logró la única victoria de la temporada en la última carrera del año.

### Fórmula Renault 2.0
Epsilon Euskadi participó en diversos campeonatos de Fórmula Renault 2.0 como la Eurocopa, el del Oeste de Europa y el de los Alpes. En 2007 el equipo ganó los títulos de pilotos (con Mika Maki) y de equipos del torneo de la Fórmula Renault Italiana, y los títulos de pilotos (con Brendon Hartley) y equipos en la Eurocopa de Fórmula Renault. En 2009, con Albert Costa a los mandos, arrasaron. El piloto barcelonés ganó los dos campeonato (Eurocup y WEC) proclamándose, así, bicampeón de Europa.

### Le Mans
En 2008 el equipo entró en la Le Mans Series con el Epsilon Euskadi EE1, un prototipo de la categoría LMP1 con motor Judd, pilotado por Ángel Burgueño y Miguel Ángel de Castro. Ese mismo año, concretamente el 14 de junio, Epsilon Euskadi participó en la 24 Horas de Le Mans, poniendo en la pista dos ee1, convirtiéndose así en el primer coche de fabricación española que compitió en la prueba. Uno de ellos fue pilotado por Ángel Burgueño, Miguel Ángel de Castro y Adrián Vallés, mientras que Shinji Nakano, Stefan Johansson y Jean-Marc Gounon entuvieron al volante de la segunda unidad.

### Fórmula 1
Epsilon Euskadi no logró inscribirse como equipo nuevo en la Fórmula 1 para la temporada 2010. A principios de septiembre de 2009 surgió la oportunidad de comprar BMW Sauber, que no se concretó. En 2010, la escudería volvió a solicitar la plaza de cara a 2011. Finalmente no consiguió su propósito al carecer de financiación para obtener la licencia.

## Formación
Epsilon Euskadi también realizó trabajos en otros ámbitos como la formación. El estandarte de su actividad en el ámbito educativo se reflejó en el máster de Especialización Técnica en Competición Automovilística (METCA), que se impartió desde 2005. Sin embargo, en su compromiso con la formación, también impartió otros cursos especializados y seminarios en los que se abordaron temáticas como la mecánica de competición, aerodinámica, dinámicas, adquisición de datos, diseño por ordenador, etc.

## Problemas financieros, cambio de denominación y cierre

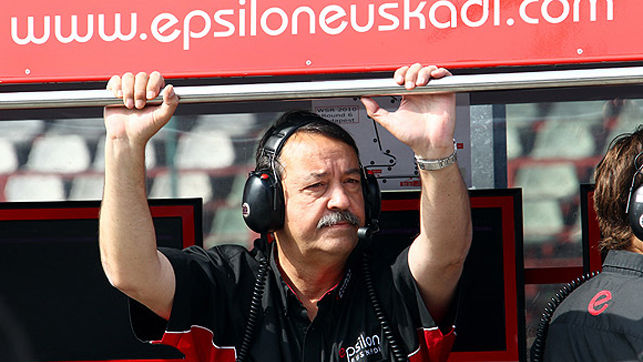
Joan Villadelprat

Después de las inversiones hechas a la escudería para que entrase en la Fórmula 1 y en las 24 Horas de Le Mans, la escudería que hasta ese momento se sustentaba con dinero público, llegó a una deuda de aproximada de 50 millones de euros a principios de 2011. Para evitar la desaparición de la escudería que estaba a punto de empezar otra nueva temporada, se convocó un concurso de acreedores, en la cual un grupo de socios inversores la salvaron: Phil Payne, Imanol Zubikarai y Claudio Corradini; sus iniciales forman el actual nombre del equipo. A partir de entonces, el grupo se divide en dos: por una parte EPIC Racing se centró en el mundo de la competición, y Epsilon Euskadi, que siguió con los trabajos de formación de ingenieros.</ref>
Sin embargo este nuevo proyecto también fracasó y a finales de 2012 EPIC Racing entraría de nuevo en concurso de acreedores. En septiembre de ese año, el Juzgado de lo Mercantil de Vitoria aprobó un plan de liquidación de la empresa Epsilon Euskadi presentado por los administradores concursales de la misma. Por su parte, el Gobierno Vasco, uno de los principales impulsores del proyecto, solicitó la inhabilitación por cinco años de Joan Villadelprat y la declaración de quiebra culposa de ambas empresas.

## Resultados

### Resultados en la Fórmula Renault 3.5
| Resultados en la Fórmula Renault 3.5 | Resultados en la Fórmula Renault 3.5 | Resultados en la Fórmula Renault 3.5 | Resultados en la Fórmula Renault 3.5 | Resultados en la Fórmula Renault 3.5 | Resultados en la Fórmula Renault 3.5 | Resultados en la Fórmula Renault 3.5 | Resultados en la Fórmula Renault 3.5 | Resultados en la Fórmula Renault 3.5 | Resultados en la Fórmula Renault 3.5 |
| Año                                  | Coche                                | Pilotos                              | Carreras                             | Victorias                            | Poles                                | V. Rápidas                           | Puntos                               | C.P.                                 | C.E.                                 |
| ------------------------------------ | ------------------------------------ | ------------------------------------ | ------------------------------------ | ------------------------------------ | ------------------------------------ | ------------------------------------ | ------------------------------------ | ------------------------------------ | ------------------------------------ |
| 2005                                 | Dallara T02-Renault                  | Félix Porteiro                       | 17                                   | 3                                    | 4                                    | 1                                    | 77                                   | 5.º                                  | 1º                                   |
| 2005                                 | Dallara T02-Renault                  | Robert Kubica                        | 17                                   | 4                                    | 2                                    | 1                                    | 154                                  | 1º                                   | 1º                                   |
| 2006                                 | Dallara T02-Renault                  | Steven Kane                          | 17                                   | 0                                    | 0                                    | 1                                    | 15                                   | 20.º                                 | 10.º                                 |
| 2006                                 | Dallara T02-Renault                  | Davide Valsecchi                     | 17                                   | 0                                    | 1                                    | 0                                    | 43                                   | 10.º                                 | 10.º                                 |
| 2007                                 | Dallara T02-Renault                  | Filipe Albuquerque                   | 17                                   | 1                                    | 0                                    | 1                                    | 81                                   | 4.º                                  | 4.º                                  |
| 2007                                 | Dallara T02-Renault                  | Davide Valsecchi                     | 17                                   | 1                                    | 0                                    | 0                                    | 37                                   | 16.º                                 | 4.º                                  |
| 2008                                 | Dallara T08-Renault                  | Alexandre Marsoin                    | 17                                   | 0                                    | 0                                    | 0                                    | 19                                   | 19.º                                 | 10.º                                 |
| 2008                                 | Dallara T08-Renault                  | Filipe Albuquerque                   | 4                                    | 0                                    | 0                                    | 0                                    | 12                                   | 21.º                                 | 10.º                                 |
| 2008                                 | Dallara T08-Renault                  | Mario Romancini                      | 13                                   | 0                                    | 0                                    | 0                                    | 3                                    | 29.º                                 | 10.º                                 |
| 2009                                 | Dallara T08-Renault                  | Adrián Vallés                        | 8                                    | 0                                    | 1                                    | 0                                    | 19                                   | 17.º                                 | 8.º                                  |
| 2009                                 | Dallara T08-Renault                  | Dani Clos                            | 4                                    | 0                                    | 0                                    | 0                                    | 5                                    | 25.º                                 | 8.º                                  |
| 2009                                 | Dallara T08-Renault                  | Keisuke Kunimoto                     | 4                                    | 0                                    | 0                                    | 0                                    | 0                                    | NC                                   | 8.º                                  |
| 2009                                 | Dallara T08-Renault                  | Chris van der Drift                  | 17                                   | 0                                    | 0                                    | 0                                    | 41                                   | 11.º                                 | 8.º                                  |
| 2010                                 | Dallara T08-Renault                  | Albert Costa                         | 17                                   | 0                                    | 0                                    | 0                                    | 78                                   | 5.º                                  | 6.º                                  |
| 2010                                 | Dallara T08-Renault                  | Keisuke Kunimoto                     | 17                                   | 0                                    | 0                                    | 0                                    | 8                                    | 22.º                                 | 6.º                                  |
| 2011                                 | Dallara T08-Renault                  | Sten Pentus                          | 17                                   | 0                                    | 0                                    | 0                                    | 11                                   | 24.º                                 | 4.º                                  |
| 2011                                 | Dallara T08-Renault                  | Albert Costa                         | 17                                   | 1                                    | 1                                    | 1                                    | 151                                  | 4.º                                  | 4.º                                  |

### Resultados en las 24 horas de Le Mans
| Resultados de las 24 Horas de Le Mans | Resultados de las 24 Horas de Le Mans | Resultados de las 24 Horas de Le Mans | Resultados de las 24 Horas de Le Mans | Resultados de las 24 Horas de Le Mans      | Resultados de las 24 Horas de Le Mans               | Resultados de las 24 Horas de Le Mans | Resultados de las 24 Horas de Le Mans | Resultados de las 24 Horas de Le Mans | Resultados de las 24 Horas de Le Mans | Resultados de las 24 Horas de Le Mans |
| Año                                   | Clase                                 | N.º                                   | Neum.                                 | Coche                                      | Pilotos                                             | Poles                                 | Vueltas rápidas                       | Vueltas                               | Pos.                                  | Clase Pos.                            |
| ------------------------------------- | ------------------------------------- | ------------------------------------- | ------------------------------------- | ------------------------------------------ | --------------------------------------------------- | ------------------------------------- | ------------------------------------- | ------------------------------------- | ------------------------------------- | ------------------------------------- |
| 2008                                  | LMP1                                  | 20                                    | M                                     | Epsilon Euskadi EE1 Judd GV5.5 S2 5.5L V10 | Ángel Burgueño Miguel Ángel de Castro Adrián Vallés | no                                    | no                                    | 189 (DNF)                             | 41st                                  | 17th                                  |
| 2008                                  | LMP1                                  | 21                                    | M                                     | Epsilon Euskadi EE1 Judd GV5.5 S2 5.5L V10 | Shinji Nakano Stefan Johansson Jean-Marc Gounon     | no                                    | no                                    | 158 (DNF)                             | 43rd                                  | 19th                                  |